# Star Wars: TIE Fighter
Star Wars: TIE Fighter is een ruimtevluchtsimulator-computerspel uit 1994 ontwikkeld door Totally Games en uitgegeven door LucasArts. Het spel is gebaseerd op de Star Wars-franchise en speelt zich af tussen The Empire Strikes Back en Return of the Jedi. De speler bestuurt een Imperal Starfighter van het Galactisch Keizerrijk. Het spel is beschikbaar voor DOS, Macintosh en Microsoft Windows.

## Verhaal
De speler neemt de rol aan van Maarek Stele die een TIE starfighter bestuurt. Naast het bestrijden van de Rebellenalliantie moet de speler het ook opnemen tegen piraten, strijders van een burgeroorlog en valse troepen van het Galactish Keizerrijk. Op het einde van de spel dient Stele een aanslag op Palpatine te verijdelen en wordt hij geëerd.

## Trivia
- Het spel is opgenomen in het boek 1001 Video Games You Must Play Before You Die van Tony Mott.